# ماكس فيشر (سياسي)
ماكس فيشر (بالألمانية: Max Fischer)‏ هو سياسي ألماني، ولد في 6 مايو 1927، وتوفي في 11 يوليو 2015. حزبياً، نشط في الاتحاد الاجتماعي المسيحي. انتخب عضو مجلس الشورى الموحد لبافاريا.

## روابط خارجية
- ماكس فيشر على موقع مونزينجر (الألمانية)